# Королівство Повіс
Королівство По́віс (валл. Teyrnas Powys МФА: [ˈpowɪs]; лат. Regnum Poysiae) — одне із середньовічних королівств Уельсу, що займало його східну частину. Королівство виникло після того, як римляни покинули Британію, на племінних землях корновіїв та первинно простягалось від гір Західного Уельсу до теперішнього Західного Мідленду, включаючи родючі долини Северна й Терна. Стародавнім центром племені корновіїв був Роксетер (лат. Viroconium Cornoviorum). У VI столітті Талієсін був придворним поетом правителів Повісу в Пенгверні (поблизу нинішнього Шрусбері), але прихід англосаксів відтіснив бритів на захід за Северн (зокрема, після битви під Честером у 616 році, яку програв Селів Бойовий Змій військам Мерсії), та у підсумку східний кордон Повісу встановився вздовж валу Оффи. Пам'ятником цього періоду є поезія Лліварха Старого й Хелед. З VIII століття центром Повісу стає замок Матравал.
У IX столітті Повіс приєднується до Гвінеду після одруження гвінедського правителя Мервіна з Нест, дочкою повіського короля Кінгена. Трон успадкував Родрі Великий, і його нащадки правили Повісом до приєднання до Англії: спочатку це були королі Гвінеду (дім Аберфрау), згодом до влади приходить династія Діневура (діведська гілка дому Родрі), а потім — молодша гілка діневурської династії, що отримала назву дому Матравала.
У XI та XII століттях Повіс став своєрідним яблуком розбрату між англо-норманськими лордами Валлійської марки та Гвінедом, що набирав силу. У 1160 році, після смерті Мадога ап Маредіда, королівство було розділено на дві частини: Повіс Вадог (північна частина) й Повіс Венвінвін (південна частина). Правителі Повіс Вадога в основному підтримували Гвінед проти англійського короля, та після поразки Ллівеліна Останнього це князівство було ліквідоване, увійшовши до складу нових графств Денбішир та Флінтшир. Правителі Повіс Венвінвіну, навпаки, тяжіли до англійської сторони. Син останнього валлійського правителя Гріфіда ап Гвенвінвіна Оуен де ла Поль став пращуром відомої дворянської родини де ла Поль (графів Саффолк, згодом графів Лінкольн), з якої походив, зокрема, Джон де ла Поль, один з йоркистських претендентів. Власне королівство Повіс Венвінвін також було ліквідоване 1283 року і включене до складу графств Монтгомерішир та Радноршир